# Stikstof (band)
STIKSTOF is een Belgische hiphopband die afkomstig is uit Brussel. De drie MC's zijn  Jazz Brak (Jasper De Ridder), Zwangere Guy (Gorik van Oudheusden) en Astrofisiks (Paulo Rietjens) die de beats produceert. Live worden de mannen bijgestaan door DeeJay Vega (Joris Ghysens). Vroeger was er nog een vierde MC, namelijk Rosko (Maxim Lammens). Hij verliet de groep na het tweede album.
In 2014 werd het debuutalbum uitgebracht. Het tweede album /02 uit 2016 bevat gastbijdragen van onder meer Jan Paternoster en Roméo Elvis.
De band werd in 2016 tweemaal genomineerd voor een Red Bull Elektropedia Award. De band speelde onder meer op het Dour Festival, op Couleur Café en in de AB en trad in 2017 op tijdens Pukkelpop.
Op 22 maart 2019 werd de band bekroond met de Cutting Edge Award voor beste concert van 2018 (ex aequo met Melanie De Biasio).

## Discografie
Albums
- 2014 - Mei: Stikstof

- 2016 - Januari: Stikstof/02
- 2018 - Maart: Overlast
- 2021 - Oktober: FAMILIE BOVEN ALLES
- 2022 - Juni: MOERAS

Singles
- 2017 - September: FRONTAL
- 2018 - Oktober: Utopia
- 2021 - Januari: AMBRAS
- 2021 - Maart: DRIEDUBBELDIK
- 2021 - Juni: GRONDLEGGERS
- 2021 - September: FAMILIE BOVEN ALLES
- 2021 - December: MIJLPALEN
- 2022 - Januari: SPIEGELBEELDEN
- 2022 - Maart: ACHTERBAN
- 2022 - Mei: L'UNIVERS